# Chiesa del Sacro Cuore (Montemurlo)
La chiesa del Sacro Cuore si trova nel comune di Montemurlo, ed è chiesa parrocchiale.
La moderna chiesa, costruita su progetto di  Raffaello Franci nel 1938 – 1946, ha i fianchi della robusta mole, movimentati da cappelle absidate e un robusto campanile. L'interno conserva una Deposizione di Michele delle Colombe (1585 circa) e un Crocifisso ligneo del Settecento sull'altare maggiore.